# Gerrit van der Meer
Gerrit van der Meer (...) è un produttore televisivo statunitense.
Fra i suoi lavori più noti si possono citare la serie televisiva americana Dr. House - Medical Division.

## Premi
È stato candidato varie volte per degli Emmy e per dei PGA Awards:

### Emmy
- Nel 2008 una nomination come produttore esecutivo di Dr. House - Medical Division
- Nel 2007 una nomination come produttore esecutivo di Dr. House - Medical Division
- Nel 2006 una nomination come produttore esecutivo di Dr. House - Medical Division

### PGA Awards
- Nel 2008 una nomination come produttore esecutivo di una delle serie dell'anno, Heroes.

## Filmografia

### Produttore
- Century City (2 episodi, 2004)
- Dr. House - Medical Division (102 episodi, 2004-2007, come produttore o co-produttore esecutivo)

### Production Manager
- Exterminator (1980)
- Delitto a Howard Beach (1989)
- Century City (2004)
- Dr. House - Medical Division (102 episodi, 2004-2009)

### Altri ruoli
- Catholic boys: alleluja! (production accountant, 1985)
- Un poliziotto fuori di testa (production accountant, 1986)
- Dentro la grande mela (production auditor, 1987)